# Arnaldo Saccomani
Arnaldo Saccomani (San Paolo del Brasile, 24 agosto 1949 – Indaiatuba, 27 agosto 2020) è stato un produttore discografico, imprenditore e personaggio televisivo brasiliano.

## Biografia
Italo-brasiliano nato a San Paolo, Saccomani fu partire dagli anni sessanta uno dei produttori discografici brasiliani di maggior successo, contribuendo al lancio dei dischi di grandi artisti come Tim Maia, Rita Lee, Ronnie Von, Fábio Jr., Mara Maravilha. Negli anni novanta si concentrò soprattutto sui cantanti del genere pagode, oltre a creare le basi per l'affermazione dei Mamonas Assassinas.
Fu produttore anche per il cantante messicano Luis Miguel.
Diresse le emittenti radiofoniche Antena 1 FM e Jovem Pan II.
Per decenni assiduo ospite dei programmi musicali trasmessi dal canale televisivo SBT, con l'avvento dei talent-show fu spesso ingaggiato come giudice (Astros, Ídolos); in tale veste dette di sé un'immagine di individuo duro, imprevedibile e lunatico, e dunque per questo assai temuto.
Saccomani è morto il 27 agosto 2020, tre giorni dopo aver compiuto 71 anni, per le complicazioni del diabete mellito di tipo 1.